# 水谷昌義
水谷 昌義（みずたに まさよし）は、日本の経営学者、安田女子大学現代ビジネス学部現代ビジネス学科教授。
取得学位は工学博士(慶應義塾大学)で専門分野は確率論・統計数学、オペレーションズ・リサーチ。 鉄道史学会理事。

## 経歴
- 1963年 横浜市に生まれる
- 1988年 慶應義塾大学大学院理工学研究科修士課程修了（工学修士）。
- 1994年 慶應義塾大学大学院理工学研究科後期博士課程修了。
- 1993年 東京経済大学経営学部専任講師。
- 1998年 東京経済大学経営学部助教授。
- 2007年 東京経済大学経営学部教授。

## 著書・論文

### 著書
- 『社会科学系の数学入門』（ムイスリ出版、2001年、ISBN 4896410122）、若尾良男と共著

### 論文
- 『定義域が制限された社会的選択関数のコアが非空であるための充分条件』( 『東京経大学会誌（経営学） Journal of Tokyo Keizai University : Business』 228, 67-74, 2002)